# Národní park Severní Kaskády
Národní park Severní Kaskády (North Cascades National Park) se nachází v americkém státě Washington. Jedná se o největší ze tří jednotek spravovaných Správou národních parků v Severních Kaskádách. S parkem sousedí několik národních divočin, na hranicích s Britskou Kolumbií pak různé rezervace. Nachází se zde drsné horské vrcholy.

## Přírodní historie

### Ledovce
V roce 1971 se v parku nacházelo 318 ledovců o celkové rozloze 117 km², což je nejvíce v jakémkoli americkém chráněném území vyjma Aljašky. Od roku 1980 všechny ledovce začaly rychle ustupovat, zatímco rychlost se stále zvětšuje. Nedávné teplé klima vede k většímu letnímu tání a k menším sněhovým srážkám v zimě. V posledních deseti letech už několik ledovců v parku vymizelo. Největším ledovcem je Bostonský ledovec, ležící na Boston Peaku, který má rozlohu 7 km².

### Fauna
Díky své divoké povaze se park může chlubit populacemi vlků, rysů, losů, rosomáků a dalších ohrožených živočišných druhů. Zaměstnanci parku potvrdili také výskyt grizzlyjů, zatímco baribalové tu jsou obvyklí. Nachází se zde široká paleta savců, ptáků, obojživelníků a plazů. 90% procent dospělé populace obojživelníka zvaného taricha zrnitá zde má stálé žábry.

### Flóra
Velké rozdíly typů skal a půd, vystavení slunci, svahů, nadmořských výšek a srážek vedou k rozmanité škále rostlin. Osm odlišných životních zón podporuje tisíce odlišných druhů rostlin zdejšího ekosystému, který se může pochlubit hned největším počtem druhů ze všech národních parků. Bylo zde identifikováno přes 1 630 cévnatých rostlin a odhadovaný počet necévnatých rostlin a hub dosahuje až 2 300. Park obsahuje také pralesy o celkové rozloze asi 960 km².

## Zajímavosti
Téměř většina parku je chráněna jako Divočina Stephena Mathera, takže se zde nachází jen málo budov a silnic. Park si ale získal velkou popularitu u turistů a horolezců. Jednou z nejvyhledávanějších atrakcí parku je Kaskádový průsmyk, který  používali už původní obyvatelé jako cestu přes pohoří. Dostat se k němu se dá po šest kilometrů dlouhé stezce od konce jedné ze zdejších štěrkových silnic. Plaňkové pohoří, Mount Triumph, Eldorado Peak a přilehlé hory jsou zase oblíbené mezi horolezci, kteří je vyhledávají kvůli glaciaci a obtížné technice skal. Mount Shuksan, ležící na severozápadě parku, je jedním z nejčastěji fotografovaných míst v zemi.

## Přístup
Přestože jen jedna štěrková cesta je veřejným vstupem do parku, většina automobilové dopravy v regionu proudí přes North Cascades Highway, která prochází rekreační oblastí Ross Lake. Nejbližším velkým městem na západě od parku je Sedro-Woolley, zatímco na východě se nachází město Winthrop. Na jihovýchodním konci Chelanského jezera se nachází město Chelan.